# Kanton Guise
Kanton Guise (fr. Canton de Guise) je francouzský kanton v departementu Aisne v regionu Hauts-de-France. Tvoří ho 45 obcí. Před reformou kantonů 2014 ho tvořilo 19 obcí.

## Obce kantonu
od roku 2015:
| - Aisonville-et-Bernoville - Audigny - Barzy-en-Thiérache - Bergues-sur-Sambre - Bernot - Boué - Chigny - Crupilly - Dorengt - Esquéhéries - Étreux - Fesmy-le-Sart - Flavigny-le-Grand-et-Beaurain - Grougis - Guise - Hannapes - Hauteville - Iron - Lavaqueresse - Leschelle - Lesquielles-Saint-Germain - Macquigny - Malzy | - Marly-Gomont - Mennevret - Molain - Monceau-sur-Oise - La Neuville-lès-Dorengt - Le Nouvion-en-Thiérache - Noyales - Oisy - Proisy - Proix - Ribeauville - Romery - Saint-Martin-Rivière - Tupigny - Vadencourt - La Vallée-Mulâtre - Vaux-Andigny - Vénérolles - Grand-Verly - Petit-Verly - Villers-lès-Guise - Wassigny |

před rokem 2015:
- Aisonville-et-Bernoville
- Audigny
- Bernot
- Flavigny-le-Grand-et-Beaurain
- Guise
- Hauteville
- Iron
- Lavaqueresse
- Lesquielles-Saint-Germain
- Macquigny
- Malzy
- Marly-Gomont
- Monceau-sur-Oise
- Noyales
- Proisy
- Proix
- Romery
- Vadencourt
- Villers-lès-Guise